# مرغابی شمالگان معمولی
مرغابی شمالگان معمولی (نام علمی: Somateria mollissima) نام یک گونه از زیرخانواده مرغابیان روآبچر است. این گونه، یک مرغابی بزرگ (۵۰–۷۱ سانتیمتر (۲۰–۲۸ اینچ) در طول کل) از اردک‌تباران دریایی است که در سراسر سواحل شمال اروپا، آمریکای شمالی و شرق سیبری پراکنش دارد. در شمالگان و برخی مناطق معتدل شمالی زادآوری می‌کند اما مهاجرت به عرض‌های جنوبی‌تر در مناطق معتدل رخ می‌دهد، زمانی گله‌های بزرگی در آب‌های ساحلی تشکیل می‌شود. این گونه تا سرعت ۱۱۳ کیلومتر بر ساعت (۷۰ مایل بر ساعت) می‌تواند پرواز کند.

## نگارخانه

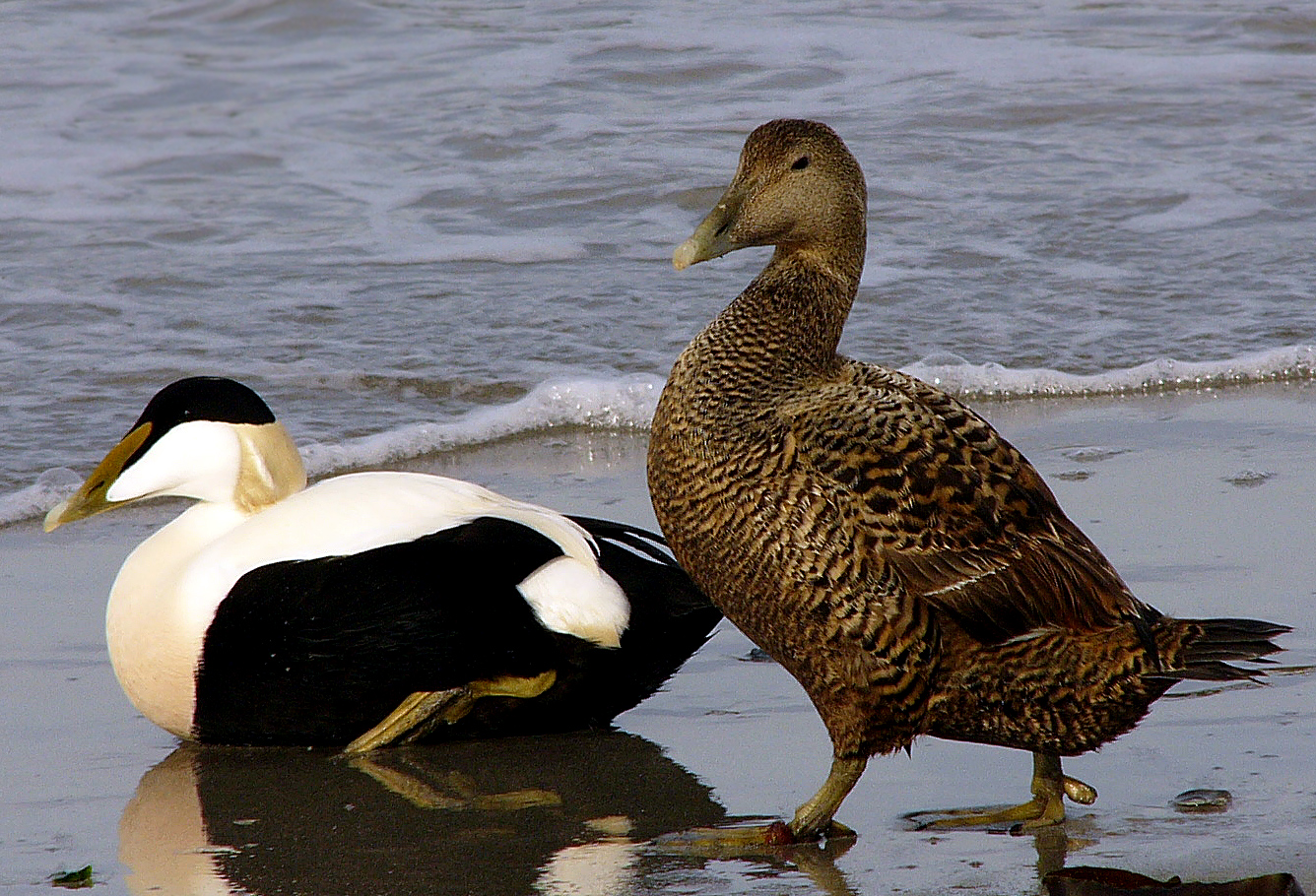
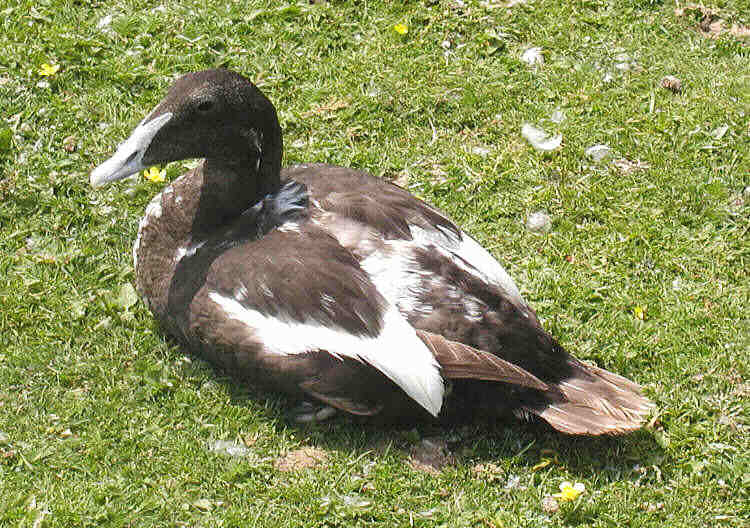
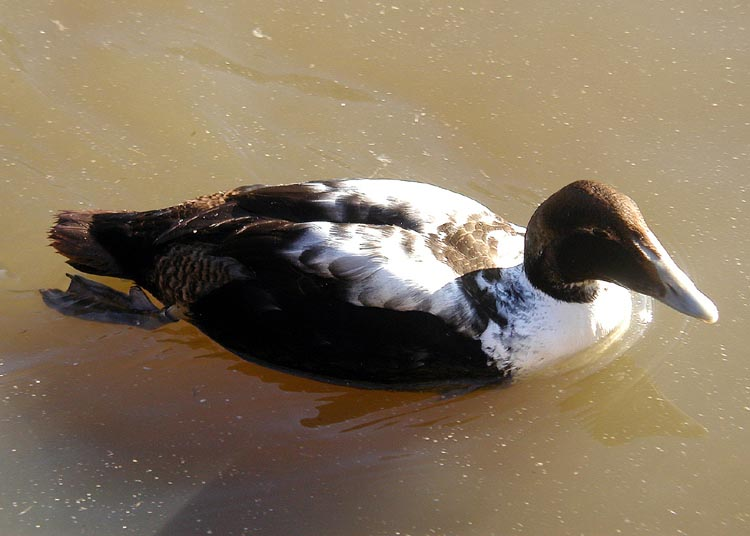
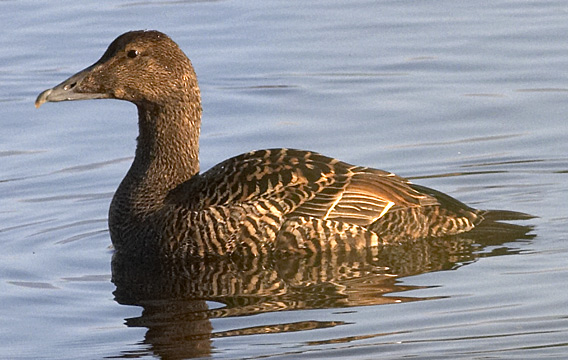
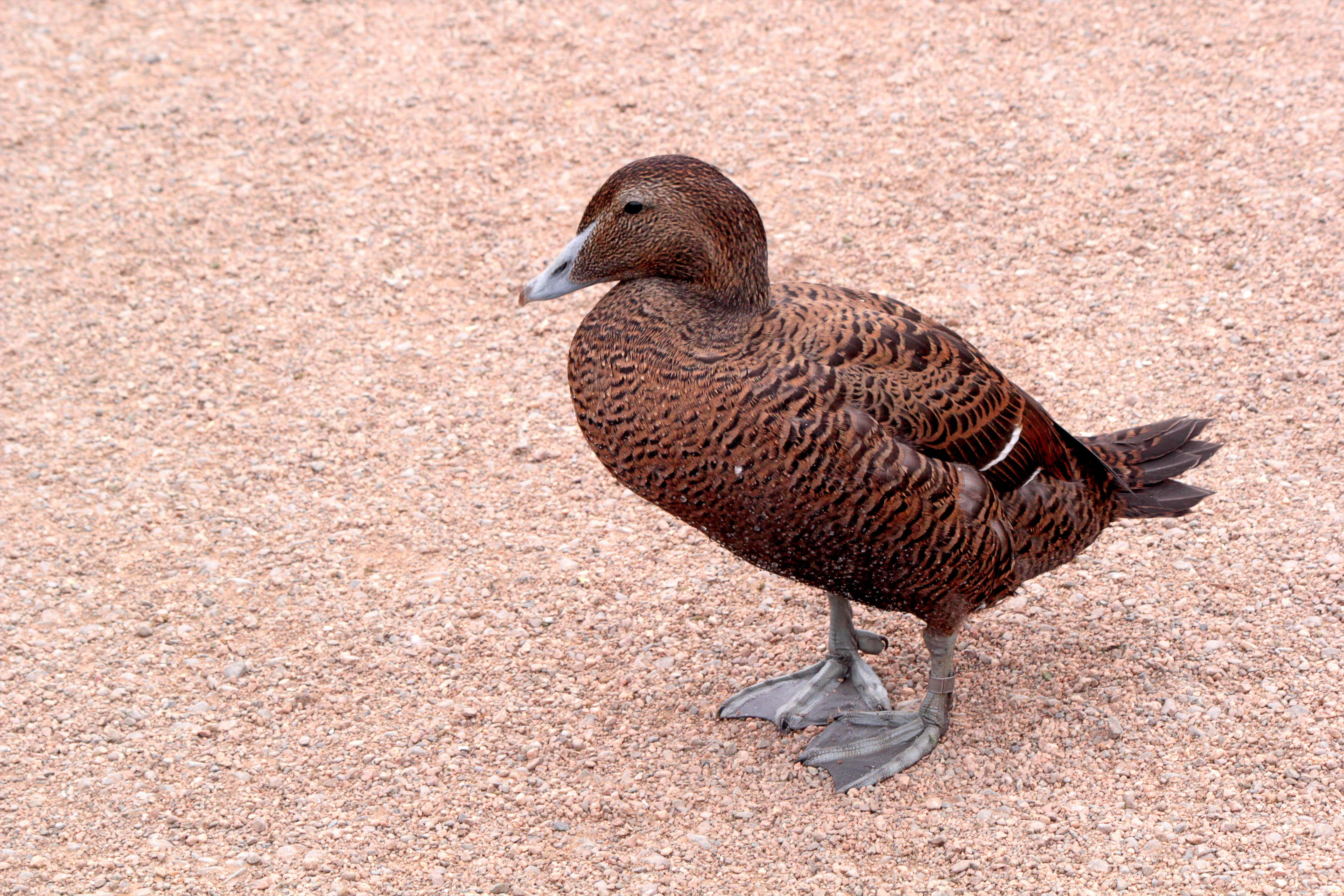
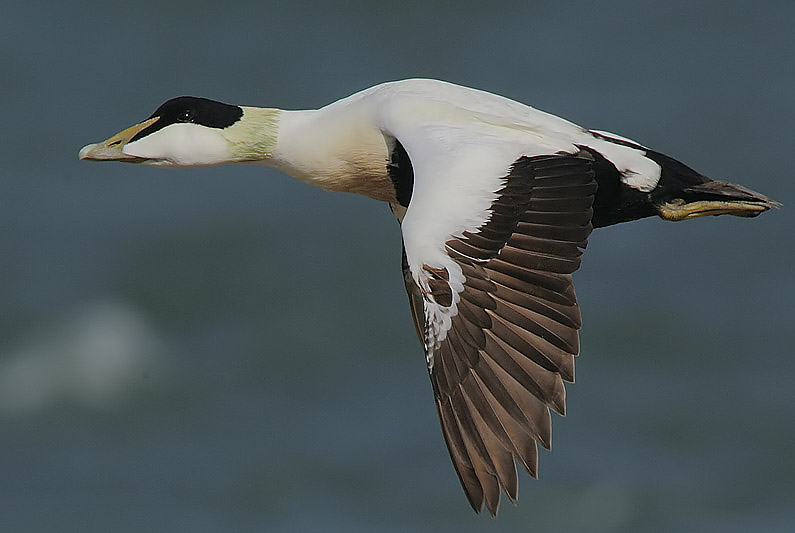
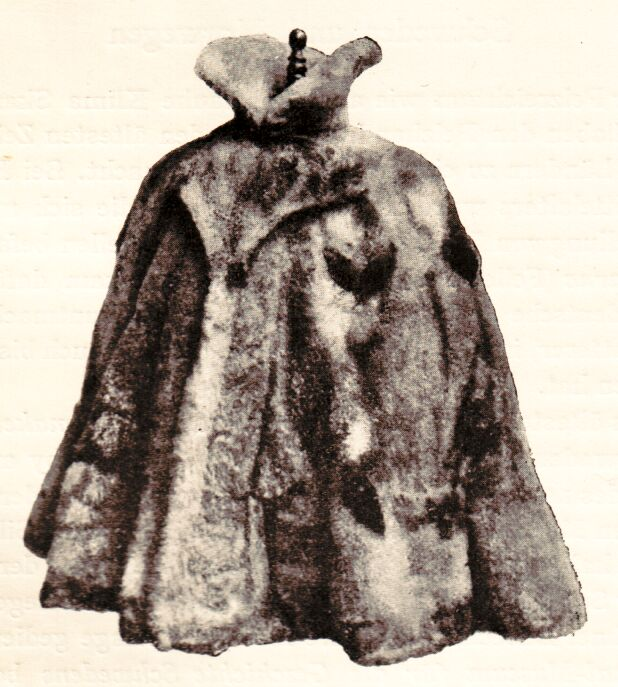
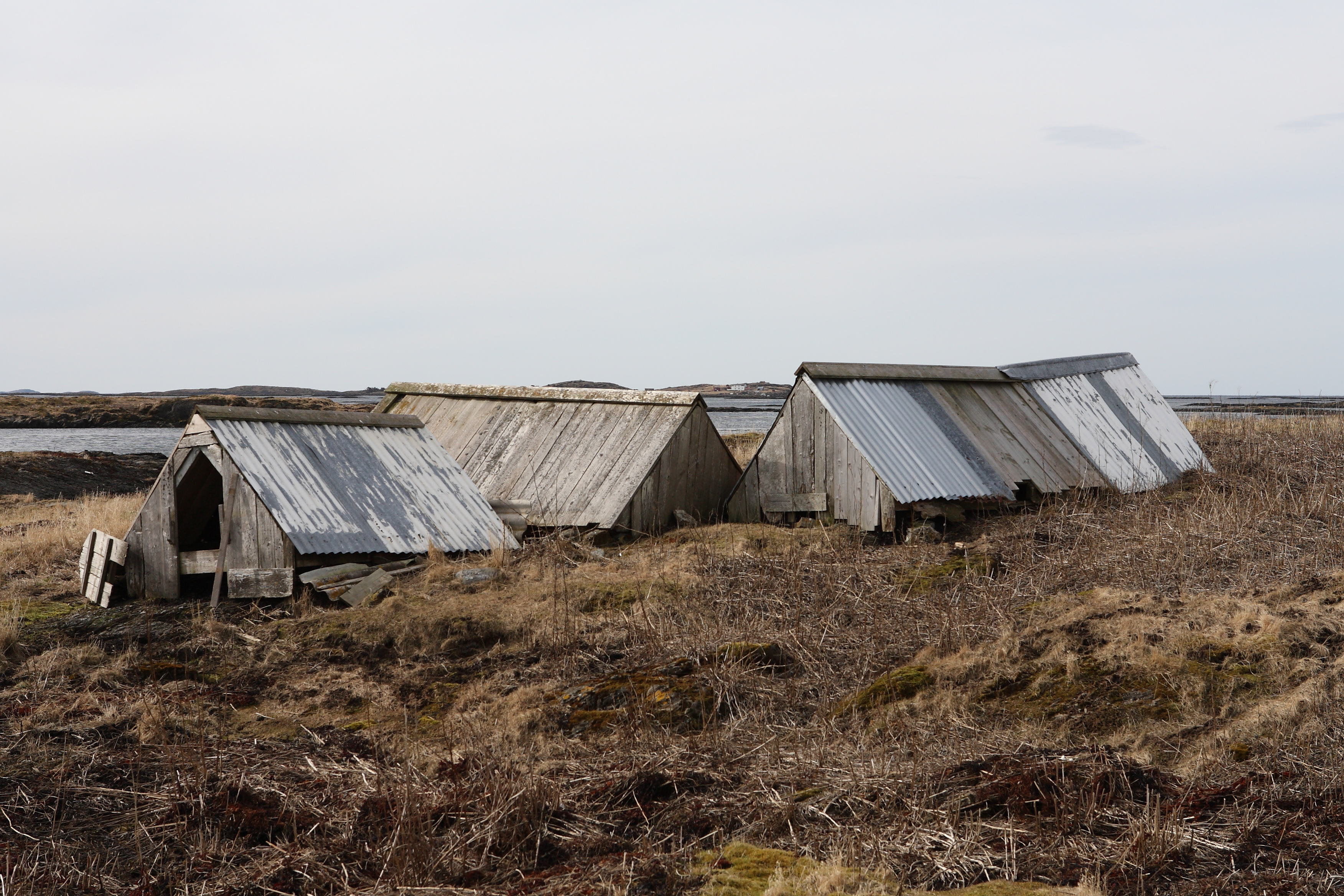
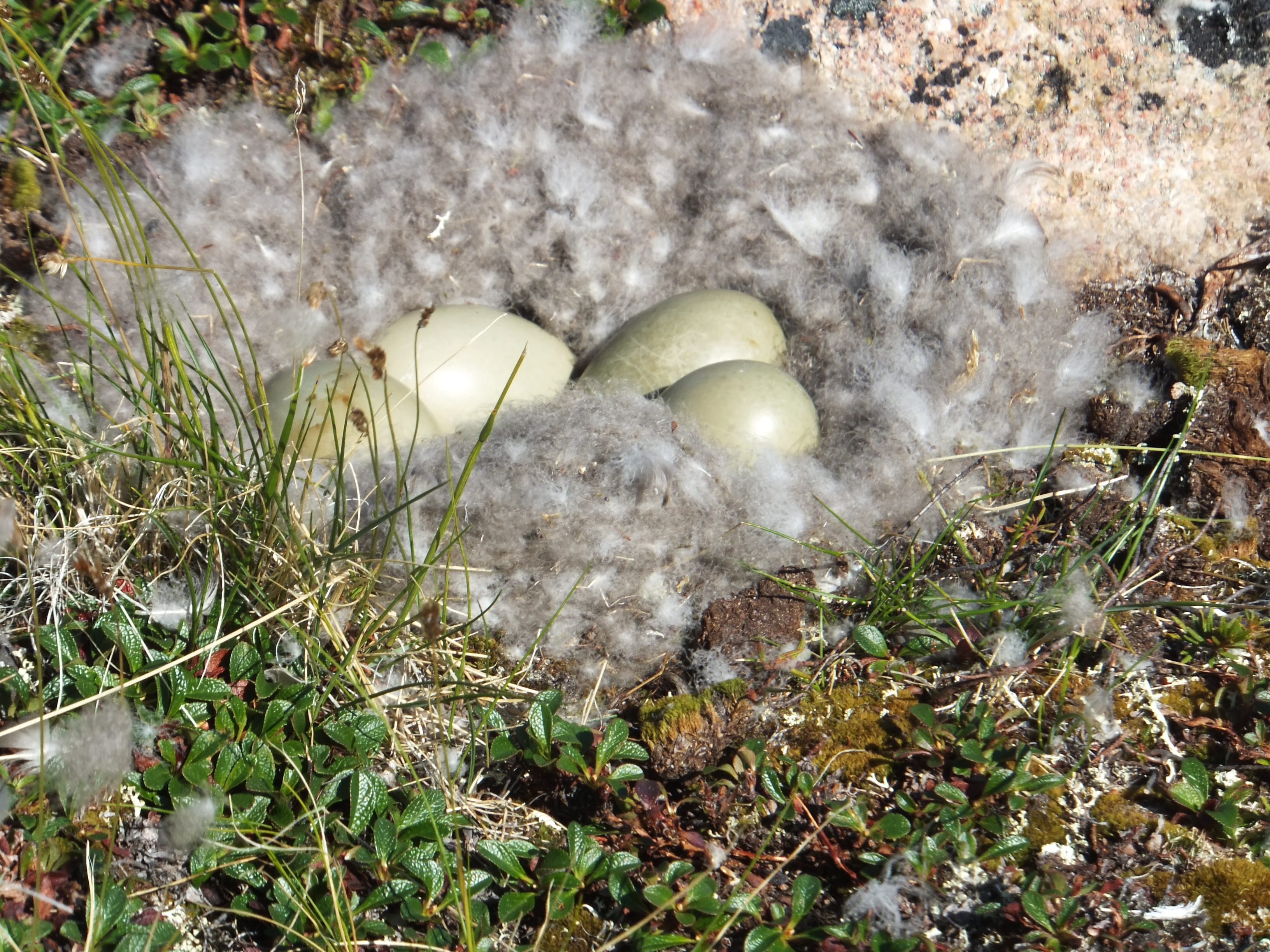
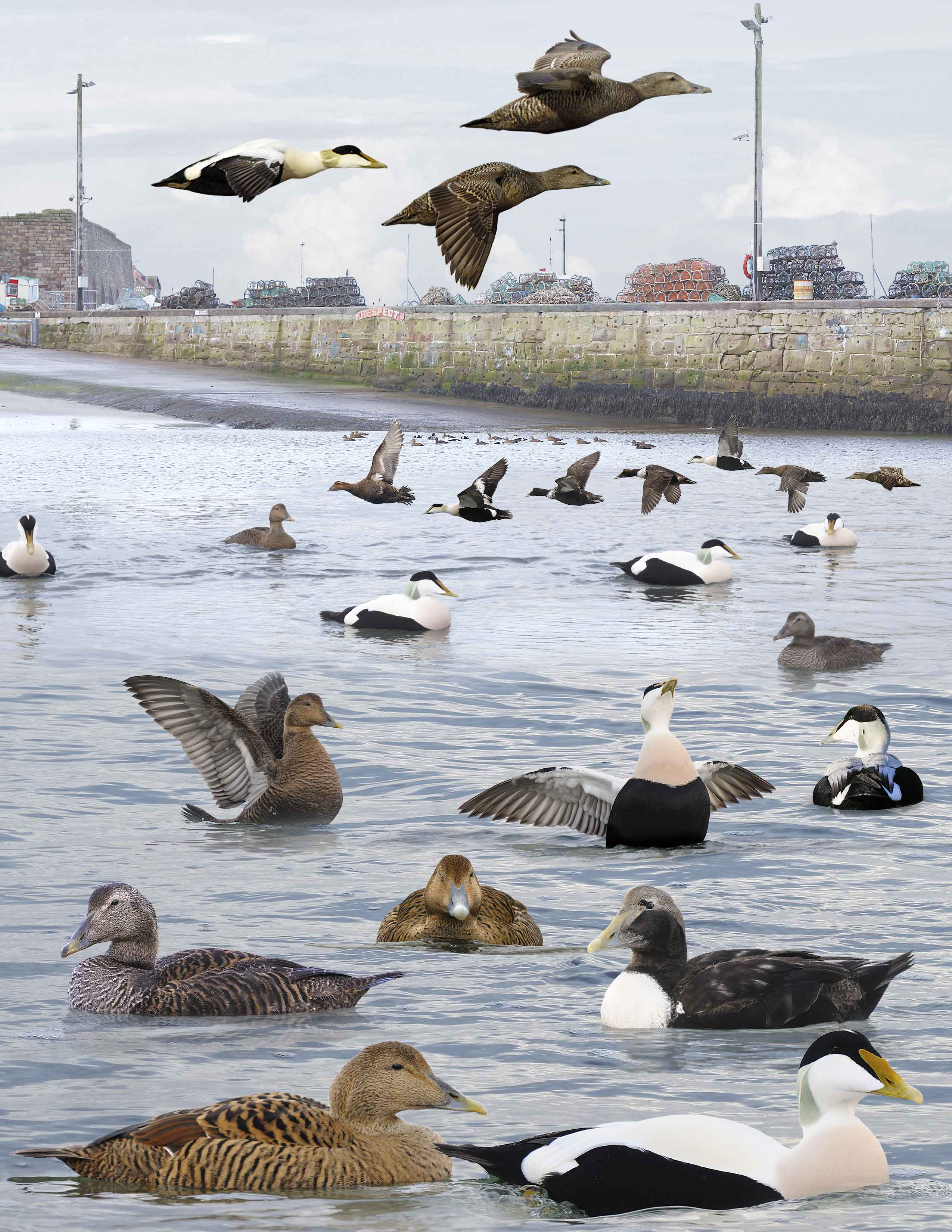
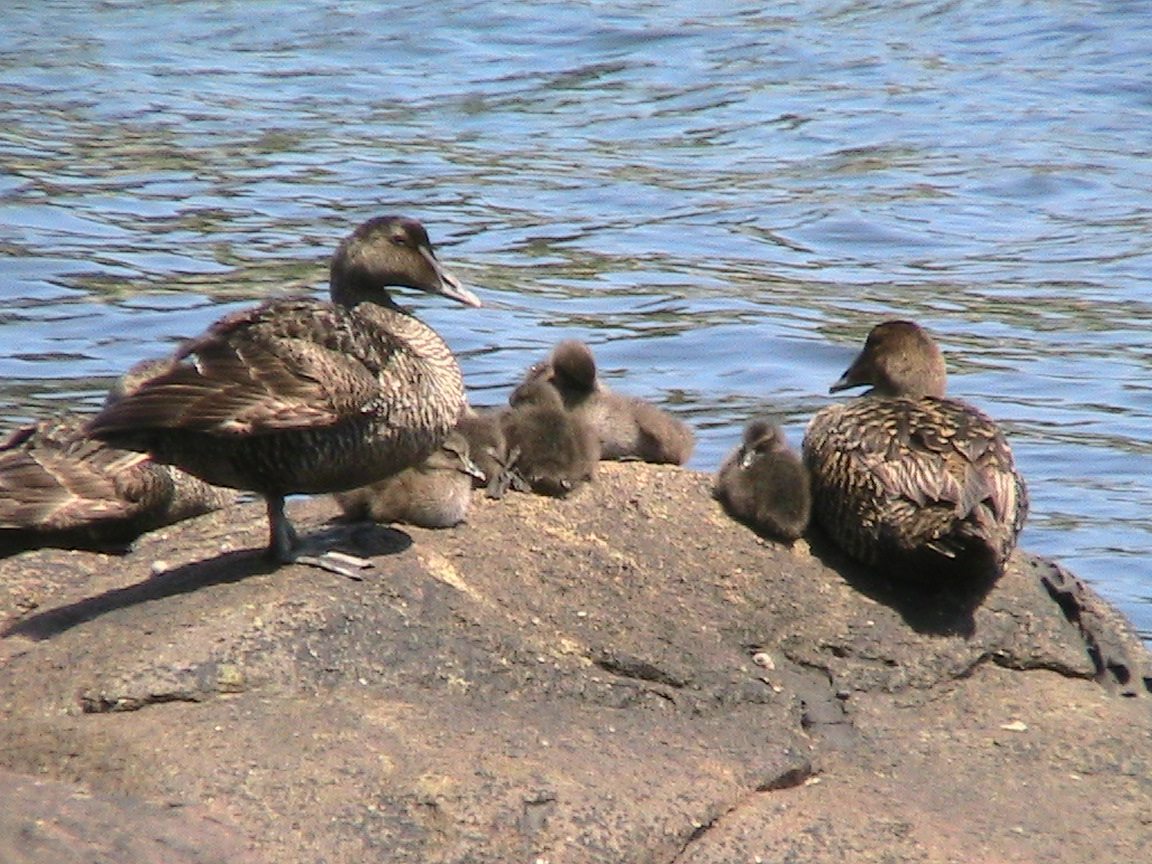
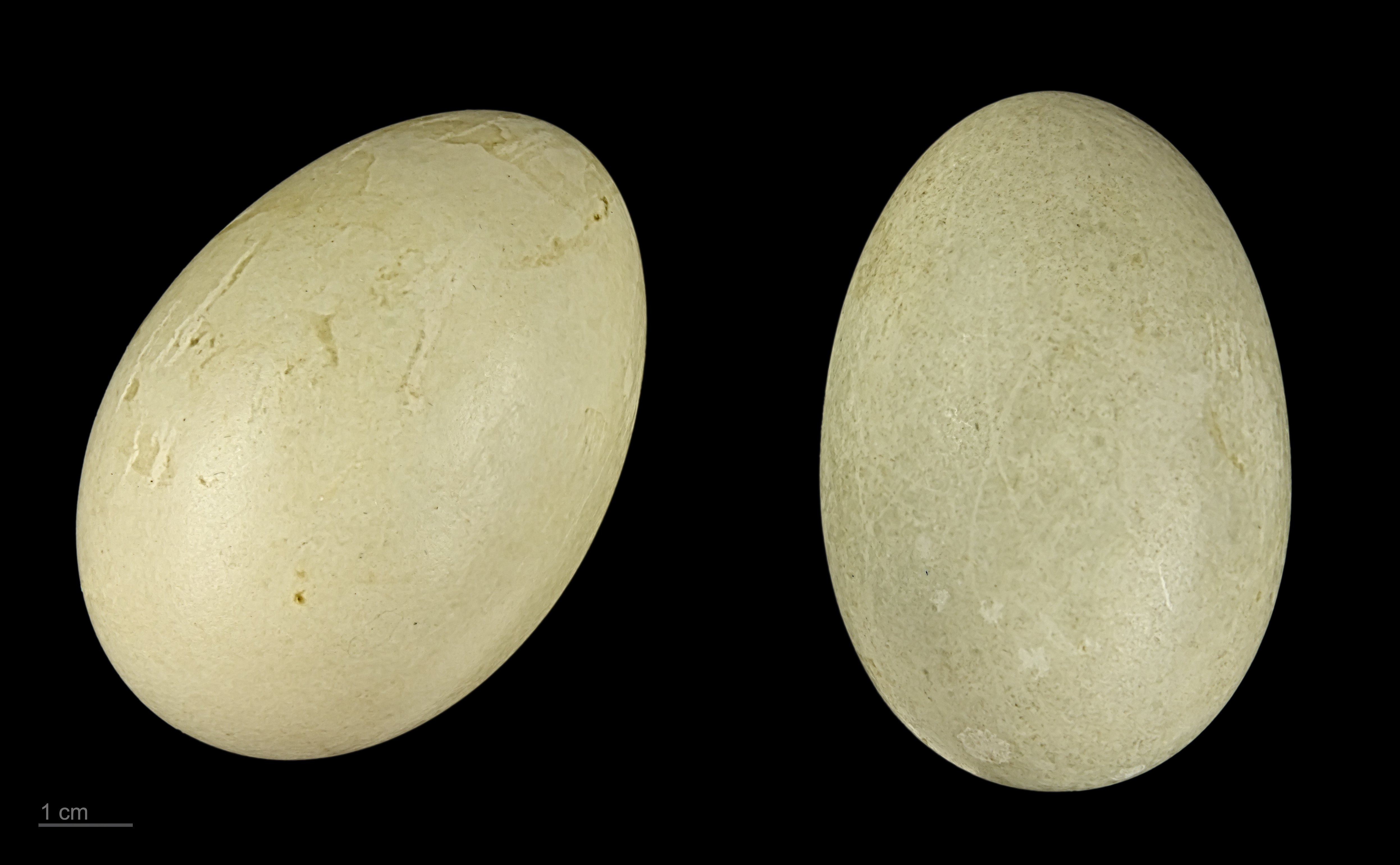
نمونه موزه‌ای